# Уго Фантоцці

Паоло Вілладжіо в ролі Уго Фантоцці

У́го Фанто́цці — вигаданий літературний і кіноперсонаж. Образ Фантоцці, маленького, невдатного, але безжурного чоловіка, втілив італійський комік Паоло Вілладжіо.

## Біографія
Народився Фантоцці в 1934 році (так написано на його могильному пам'ятнику у фільмі Повернення Фантоцці). Нічого невідомо про його життя до 1974 року. Пізніші події показуються у фільмах.
Зі смертю Фантоцці нема визначеності. Згідно з Фантоцці в раю, невезучий бухгалтер був задушений котком, і попав на небо, був викрадений до Будди і переродився знову на світ, причому фінальний кадр дозволяє переконатися в тому, що переродився Фантоцці в 1993 році, тобто в тому ж році, що і помер. Фільм Повернення Фантоцці починається з того, що Фантоцці проривається в Рай, а потім за сюжетом на деякий час повертається на Землю. В той же час, на надгробку написано, що Фантоцці помер в 1995 році; ця інформація не збігається з фіналом попереднього фільму.

## Фільми про Фантоцці
- Фантоцці (італ. Fantozzi) (1975). У фільмі розповідається про відрізок життя Фантоцці в один рік. Пригоди цього відчайдушно невезучого бухгалтера зображені у вигляді набору скетчів.
- Фантоцці Другий Трагічний (італ. Secondo tragico Fantozzi, Il) (1976). Продовження пригод скромного службовця, що постійно намагається виконати побажання суворого керівництва.
- Фантоцці проти всіх (італ. Fantozzi contro tutti) (1980). Фантоцці з колегами їде відпочивати в гори, де їх чекають чергові несподіванки. Після повернення виявляється, що на роботі змінилось керівництво. Новий директор, любитель велогонок, хоче влаштувати змагання серед працівників.
- Фантоцці страждає знову (італ. Fantozzi subisce ancora) (1983). У Фантоцці знову проблеми на роботі і вдома. Замість того, щоби вирішити їх, він лише наживає нові, вплутуючись в мафіозну авантюру. Інша назва фільму — «У Фантоцці знову неприємності».
- Суперфантоцці (італ. Superfantozzi) (1986). Серія епізодів про перевтілення Фантоцці в різних історичних епохах — від первісних часів і вигнання з Раю до нашого століття і найближчого майбутнього.
- Фантоцці йде на пенсію (італ. Fantozzi va in pensione) (1988). Після виходу на пенсію життя Фантоцці наповнюється незвичними для нього домашніми турботами — домашнє прибирання, покупки, виховання онуки.
- Фантоцці бере реванш (італ. Fantozzi alla riscossa) (1990). Фантоцці вирішує, що якщо він не досягнув в житті успіху, нехай успіху досягне його онука. Разом вони відправляється на кінопроби.
- Фантоцці в раю (італ. Fantozzi in paradiso) (1993). Один за одним помирають колеги Фантоцці. Одного разу лікар повідомляє Фантоцці, що йому залишилось жити один тиждень.
- Повернення Фантоцці (італ. Fantozzi — Il ritorno) (1996). Уго Фантоцці виганяють з Раю. Поки там приготують йому відповідне місце, Фантоцці знову прийдеться пожити на Землі.
- Фантоцці 2000: Клонування (італ. Fantozzi 2000 — la clonazione) (1999).